# Gorazd Trušnovec
Gorazd Trušnovec, slovenski publicist, filmski kritik in scenarist, *1. marec 1973, Idrija.

## Življenje in delo
Odraščal je v Idriji in po Mednarodni maturi v Mariboru študiral arhitekturo na Univerzi v Ljubljani. Med študijem je začel objavljati kratke zgodbe, članke in filmske kritike, obenem je delal v arhitekturnih birojih kot projektant, pozneje kot urednik, publicist in kritik (Razgledi, Radio Slovenija, Ekran, Delo, Ampak). Od leta 1992 živi in dela v Ljubljani. Od leta 2009 je glavni in odgovorni urednik Ekrana.

## Filmografija
- asistent produkcije in stranski igralec v filmu V petek zvečer (1998)
  - 3. festival slovenskega filma 2000
- scenarij za celovečerni igrani film Srečka (1998)
  - Razvoj na scenaristični delavnici Pokaži jezik
  - Uvrstitev na European Pitch Point 2000 in program CineLink Sarajevo 2004
  - Nagrada za najboljši še neposnet scenarij na Mobitelovem razpisu 2002
- scenarist in asistent montaže dokumentarnega filma Tranzicijski don Kihot (režija Amir Muratović, 2000)
  - Maj 2001 dokumentarec meseca na TV Slovenija
  - Marec 2002 Festival slovenskega filma
- koscenarist in asistent režije dokumentarnega filma Suma sumarum (režija Rene Maurin, 2001)
- adaptacija literarne predloge v scenarij za celovečerni film Gosposka ulica (2001) 
  - 3. nagrada na natečaju RTV Slovenija
- koscenarist ter asistent režije in montaže dokumentarnega feljtona Kaliber .46 (režija Rene Maurin, 2001)
- koscenarist in koproducent dokumentarnega filma Kratki film o dolgem filmu (režija Alan Šmit, 2006)
  - Grossmannov festival, Sunderland film festival, Festival slovenskega filma 2006
- scenarist kratkega igranega filma Vikend paket (režija Boris Palčič, 2007)
  - Festival slovenskega filma 2007

## Nagrade
- 2006 - Stritarjeva nagrada Društva slovenskih pisateljev za najboljšega mladega kritika.